# Masquefa
Masquefa ist eine katalanische Stadt in der Provinz Barcelona im Nordosten Spaniens. Sie liegt in der Comarca Anoia.

## Lage
Masquefa liegt etwa 30 Kilometer nordwestlich von Barcelona am Fuße des Montserrat.

## Geschichte
Der Ort wurde erstmals erwähnt, als Miró I., der gemeinsam mit seinem Bruder Borrell II. Graf von Barcelona war, am 3. März 963 das Castrum Machicepfa verkaufte. Der arabische Ursprung des Ortsnamens ist seltener Zeuge der kurzzeitigen Anwesenheit der Mauren im Raum Barcelona während des 8. Jahrhunderts.

## Politik
Die Kommunalwahl 2007 ergab folgende Sitzverteilung im Gemeinderat:
1. CiU: 6 Sitze
2. PSC-PM: 4 Sitze
3. EM-EPM: 1 Sitz
4. Esquerra-AM: 1 Sitz
5. PP: 1 Sitz

## Wirtschaft und Verkehr
Etwa die Hälfte der Gemeindefläche dient heute der Landwirtschaft, überwiegend dem Weinbau des D.O. Penedès. Darüber hinaus besitzt die Gemeinde mit La Pedrosa ein größeres Gewerbegebiet, so dass heute auch der industrielle Sektor eine noch immer wachsende Bedeutung hat.
Masquefa besitzt zwei Bahnhöfe an der Bahnlinie R6 von Barcelona nach Igualada.

## Persönlichkeiten
- Maria Carme Junyent i Figueras (1955–2023), Linguistin